# Attheyella trigonura
Attheyella trigonura är en kräftdjursart som först beskrevs av Ekman 1905.  Attheyella trigonura ingår i släktet Attheyella och familjen Canthocamptidae. Inga underarter finns listade i Catalogue of Life.